# Kościół św. Józefa Oblubieńca Najświętszej Maryi Panny w Mniszewie
Kościół świętego Józefa Oblubieńca Najświętszej Maryi Panny – rzymskokatolicki kościół parafialny należący do dekanatu głowaczowskiego diecezji radomskiej.
Jest to świątynia wzniesiona w latach 1980–1990 według projektu architekta Tadeusza Derlatki i konstruktora Witolda Owczarka, dzięki staraniom księdza Stanisława Mnicha. Pobłogosławiona została w 1991 roku przez biskupa Edwarda Materskiego. Kościół został konsekrowany przez biskupa Henryka Tomasika w dniu 4 października 2015 roku. Świątynia została wybudowana z żelbetonu i wypełniona czerwoną cegłą.